# Loandalia maculata
Loandalia maculata är en ringmaskart som beskrevs av Andre Intes och Le Loeuff 1975. Loandalia maculata ingår i släktet Loandalia och familjen Pilargidae. Inga underarter finns listade i Catalogue of Life.